# Carl Mengelkoch
Carl Mengelkoch (* 17. März 1870 in Ehrenbreitstein; † 20. Februar 1949 in Kirn) war ein deutscher Reichsgerichtsrat.

## Leben
Der Sohn eines katholischen Postmeisters legte die erste juristische Staatsprüfung 1891 mit „ausreichend“ ab. Mit derselben Note bestand er die zweite Prüfung Anfang 1896. Gleich danach wurde er zum Assessor ernannt. Im nächsten Jahr war er für zwei Monate Hilfsarbeiter bei der Staatsanwaltschaft am Koblenzer Landgericht.   Danach war er bis 1903 Rechtsanwalt und Notar. Er wurde als Gerichtsassessor 1903 wieder angestellt. Oktober 1903 wurde er Hilfsrichter in Erkelenz. Von 1904 bis 1907 war er Amtsrichter in Lebach und Düsseldorf. November 1908 wurde er Hilfsrichter beim Landgericht Düsseldorf. Im nächsten Jahr wurde er zum Landrichter befördert. Anfang Juni 1914 erfolgte die Beförderung zum Rat. Für drei Monate war Hilfsrichter beim Oberlandesgericht Düsseldorf. Danach war er Lehrer an der Niederrheinischen Frauenakademie in Düsseldorf. Ab Juni 1919 war er Oberlandesgerichtsrat in Düsseldorf. Mitte Mai 1922 berief man ihn als Hilfsarbeiter an das Reichsgericht.  Neujahr 1925 ernannte man ihn zum Reichsgerichtsrat. November 1936 trat er in den Ruhestand.

## Werke
- Welche Beziehungen bestehen zwischen der Gültigkeit des Rechtsverhältnisses und dem Entstehen des mittelbaren Besitzes nach § 868 BGB?, Jherings Jahrbücher für die Dogmatik des bürgerlichen Rechts, (1926) Band 76, S. 53.
- Die Verbrecher-Kontrolle, Deutsche Strafrechts-Zeitung Band 7 (1920), Sp. 276.
- Vormundschaftswesen und Fürsorge im Deutschen Reich, Mönchen-Gladbach 1914.
- Ursachen der Verwahrlosung und Straffälligkeit Jugendlicher, Soziale Kultur Band 31(1911), Heft 2.